# Charlie de Eend
Charlie de Eend (internationale titel: Charlie the Duck) is een computerspel dat werd ontwikkeld en uitgegeven door Mike Wiering van Wiering Software. Het spel werd uitgebracht in 1996 voor DOS. Later werd het spel ook uitgebracht voor mobiele telefoons (Android).